# Kölcsönös nyereség alku
A kölcsönös nyereség alku (Mutual Gains Bargaining, MGB) a kölcsönösség elvén alapuló tárgyalási eljárás. Nemzetközi diplomáciai tárgyalásokon gyakran alkalmazzák a kölcsönösség elvét.

## Közgazdasági megfogalmazása
A kölcsönös nyereség alku olyan megközelítése a tárgyalásnak, hogy minden egyezkedő fél számára előnyös (win-win) kimenetel jöjjön létre.
A pozíciós alkuval ellentétben a kölcsönös nyereség megközelítés nagyon hasonlít az érdekalapú alkuhoz, ahhoz az először A sikeres tárgyalás alapjai című könyvben bemutatott tárgyalástechnikához, amelynek célja egy fenntartható (azaz tartós) egyezség elérése, mellyel minden résztvevő együtt tud élni és hajlandó támogatni.
Ezt a tárgyalási módot sikerrel alkalmazták pl. alkalmazott-munkaadó viszonylatban, csődeljárások egyezséggel történő megoldásakor és környezetvédelmi egyeztetéseken.

## Alapelvek
- Mindkét félnek vannak jogos érdekei, amelyeket el kell ismerni és elősegíteni.
- A felmerülő ügyeket megoldandó problémaként közelítsük meg.
- A másik meghallgatása bizalmat épít ki.
- Keressünk fenntartható alternatívákat.